# Tristanalbatros
De tristanalbatros (Diomedea dabbenena) is een grote zeevogel uit de familie van de albatrossen. Het is een endemische vogelsoort van de eilandengroep rond  Tristan da Cunha. Pas sinds 1998 wordt deze als een aparte soort erkend. Voor die tijd werd het taxon als een ondersoort van de grote albatros Diomedea exulans beschouwd. Deze vogel is genoemd naar de Italiaans-Argentijnse ornitholoog Roberto Dabbene (1864-1938).

## Kenmerken
De vogel is 110 cm lang en weegt 6,8 (vrouwtje) tot 7,3 kg (mannetje). Deze albatros lijkt sterk op de grote albatros en is op afstand nauwelijks van deze soort te onderscheiden. Het verenkleed van deze soort is meestal donkerder en de snavel is ongeveer 2,5 cm korter. Mogelijk worden oudere mannetjes niet zo wit als de mannetjes van de grote albatros.

## Verspreiding en leefgebied
De vogel is uitgesproken pelagisch dat wil zeggen dat hij uitsluitend op open zee voorkomt en slechts aan land komt om te broeden. De enige broedkolonies bevinden zich op de eilanden Inaccessible en Gough. Op het eiland Gough broeden de vogels in nattig, zachtglooiend terrein met korte heidevegetatie tussen de 400 en 700 m boven de zeespiegel. Dichte vegetaties met bijvoorbeeld varens worden vermeden, maar ook winderige heuveltoppen. De soort broedt niet meer op Tristan da Cunha.

## Bedreiging en bescherming
De tristanalbatros werd in zijn broedgebied, de eilanden rond Tristan da Cunha, bedreigd door ingevoerde invasieve soorten zoals ratten, katten en varkens. Dankzij actief ecologisch herstel (uitroeien van deze verwilderde dieren op de eilanden) is dit gevaar geweken. Er is nu een nieuwe bedreiging, de huismuis Mus musculus, die ondanks zijn geringe formaat, toch schadelijk is voor broedende albatrossen. Tijdens een uitgebreide studie in 2014 bleek dat 14 van de 20 kuikens stierven aan verwondingen toegebracht door huismuizen. De grootste bedreiging vormt verder de langelijnvisserij.
Aanvankelijk stond de tristanalbatros op de Rode Lijst van de IUCN als bedreigd. Uit nader onderzoek bleek dat de situatie nog minder rooskleurig is. In 2010 werd de totale populatie geschat op 4700 volwassen vogels en dit aantal neemt af. Het zeegebied waarin ze broeden is slechts 80 km². Daarom is de status nu ernstig bedreigd (kritiek).